# Бухалкіно
Бухалкіно (рос. Бухалкино) — присілок в Шар'їнському районі Костромської області Російської Федерації.
Населення становить 5 осіб. Входить до складу муніципального утворення Івановське сільське поселення.

## Історія
Від 2007 року входить до складу муніципального утворення Івановське сільське поселення.

## Населення
| 1872 | 1897 | 1907 | 2008 | 2010 | 2014 |
| ---- | ---- | ---- | ---- | ---- | ---- |
| 128  | ↗188 | ↗257 | ↘5   | ↘4   | ↗5   |